# Hirofumi Yoshida
Hirofumi Yoshida (Hokkaidō, 12 ottobre 1968) è un direttore d'orchestra giapponese.
È cresciuto a Funabashi, in Giappone, ma vive attualmente in Italia.

## Formazione
Nato dal padre Toru di Tokyo e la madre Ayako di Hokkaidō, Yoshida frequenta il liceo classico “Kōnodai High School”, insegue poi la sua passione iscrivendosi alla Tokyo College of Music specializzandosi in pianoforte con Yukiko Okafuji, in contrabbasso con Mitsuru Onozaki, in musicologia con Reiko Arima e Tomiko Kojiba e in direzione con Yasuhiko Shiozawa, Jun-Ichi Hirokami e Yujiro Tsuda. Tra gli anni 1994 e 1995 si trasferisce e ottiene il diploma di Master presso l'Università della Musica e delle Arti di Vienna con i maestri Hans Graf e Julius Kalmar. Nel 1996 ottiene il Master di perfezionamento musicale presso il Conservatorio di Chigiana a Siena con i maestri Juri Temirkanov e Chung Myung-whun.

## Carriera
La carriera del maestro Yoshida si apre grazie alla collaborazione tra gli anni 1994-1999 con il direttore del Tokyo Nikikai Opera Theatre, dove dirige principalmente le opere di Mozart, come Le nozze di Figaro, Die Zauberfloete e Così fan tutte.
Nel 1999 vince una borsa di studio dello Stato per acquisire esperienza nel campo dell'opera. Arriva in Europa con la qualifica di artista/ricercatore inviato dall'Agenzia della Cultura. La borsa gli permette di frequentare tre teatri di fama internazionale: la Malmö Musik Teater in Svezia, il Nationaltheater Mannheim in Germania e il Bayerische Staatsoper a Monaco di Baviera.
Due anni dopo, nel 2001 partecipa al “Concorso Internazionale Maazel-Vilar per direttori d'orchestra” come candidato asiatico.
Nel 2002 Yoshida è il primo direttore d'orchestra che ottiene il premio come giovane talento promettente nella divisione Opera Lirica del Gotoh Memorial Cultural Award.
Nel 2003 vince una seconda borsa di studio dalla fondazione Rohm Music Foundation per approfondire la lirica italiana a Roma presso il Teatro dell'Opera di Roma e il Teatro San Carlo di Napoli. Inoltre è chiamato a ricoprire la carica di direttore principale come ospite alla Adygeyan Republic National Symphony Orchestra in Russia.
Nel 2004 arriva il primo ruolo come direttore artistico dell'Opera di Ichikawa.
Grazie al terzo posto del premio “Béla Bartók Memorial International Opera Conducting Competition” istituito per la prima volta, nel 2005 debutta con La Tosca di Puccini in Europa. Il debutto prosegue al Teatro dell'Opera di Roma con Cavalleria Rusticana e Rigoletto. Collabora poi con l'Orchestra Sinfonica Transilvania e l'Orchestra Concert di Budapest (MAV).
Finalmente nel 2006 debutta in Italia con grande successo presso il Teatro Verdi di Trieste con il corpo di ballo del Teatro dell'Opera di Roma diretto da Carla Fracci. Inoltre dirige la Keio Wagner Society Orchestra alla Musikverein di Vienna e la Smetana Hall di Praga. Nello stesso periodo consolida la sua maestria in materia pucciniana che gli aprirà diverse opportunità negli anni a seguire. Il Teatro The Ichikawa Opera, dove Yoshida è direttore musicale dal 2004, apre le sue porte al maestro per dirigere Edgar. L'opera pucciniana è eseguita per la prima volta in Giappone.
Nel 2007 debutta alle Terme di Caracalla nella stagione estiva del Teatro dell'Opera di Roma, eseguendo Pagliacci e il balletto Romeo e Giulietta diretto da Carla Fracci, memore del brillante risultato dell'anno precedente. Grazie a questa collaborazione il maestro ha l'opportunità di lavorare con l'affermato regista Beppe Menegatti. Inoltre nello stesso anno il maestro è invitato dal Teatro Nazionale del Cairo a dirigere Aida di Verdi, luogo natale della prima messa in scena della rappresentazione. Il Teatro Verdi di Trieste richiama sul podio nello stesso anno il maestro Yoshida per dirigere l'orchestra del Teatro Verdi, che accompagna il balletto di Antonio Marquez con La vida breve. Durante l'anno dirige anche Tosca al Teatro dell'Opera di Cluj-Napoca, in Romania.
Grazie all'esito fruttuoso dell'anno precedente presso il Teatro Nazionale del Cairo, nel 2008 il Cairo Opera House invita il maestro Yoshida, che dirige con grande piacere Madama Butterfly di Puccini, per il legame culturale del maestro giapponese con la storia che il famoso maestro voleva evocare. Questo è anche l'anno di La traviata di Verdi a Parigi, Le Nozze di Figaro a Tokyo e la versione giapponese di alcune delle scene culminanti di Il racconto di Genji di Minoru Miki, che sono rappresentate per la prima volta in Giappone. Inoltre il maestro Yoshida porta l'opera europea Don Carlo a Hong Kong, in Oriente.
Il 2009 è contrassegnato dal legame che il maestro Yoshida vuole creare tra la cultura di nascita e quella del Paese ospitante grazie alla sua padronanza delle opere di Puccini. Esegue in Italia un'altra opera della tradizione culturale orientale, la Turandot di Puccini, presso il Teatro Marrucino di Chieti, con lo scopo di sottolineare il punto d'incontro tra le culture europee e orientali. In quest'occasione Simonetta Puccini, nipote del grande maestro e presente tra il pubblico, si congratula per la performance eseguita.
È nota anche l'esibizione presso il Teatro Massimo di Palermo, sotto il talentuoso nome del compositore, direttore d'orchestra e pianista Giovanni Allevi, dove il maestro Yoshida esegue Semiramide di Rossini.
Altri risultati dello stesso anno sono l'elezione da parte della divisione della APA (Asia Pacific Arts) del maestro Yoshida per il premio “best of 2009: Behind the scenes”; l'esecuzione di Elisir d'Amore di Donizetti con l'Orchestra del Teatro San Carlo di Napoli ad Ercolano e Le nozze di Figaro di Mozart a Tokyo.
Il 2010 vede il maestro protagonista al Festival Pucciniano di Torre del Lago come primo direttore d'orchestra giapponese a presentare Turandot, opera pucciniana, assieme al noto regista Maurizio Scaparro. Il 2010 è anche l'anno che vede frequentemente l'esecuzione di Rigoletto nei più importanti teatri nazionali, tra cui il Teatro Sociale di Mantova, il Teatro Donizetti di Bergamo, il Teatro Giglio di Lucca e il Teatro Marialisa De Carolis di Sassari. Tra gli altri eventi debutta al Teatro Nazionale dell'Opera di Latvia con La traviata.
Grazie alla collaborazione tra il maestro Yoshida e il Governo giapponese, insieme alla Regione Piemonte e il comune di Novara, nasce il “Japan Festival in 2011”. La figura del maestro nell'organizzazione interna del festival è un incentivo anche per la presenza dell'Ambasciata giapponese e il patrocinio del Console Generale Shigemi Jomori. Il maestro oltre che come rappresentante della propria cultura, esegue Madama Butterfly. Con la presenza al festival lo scopo è riportare in scena il Kagura (ovvero la musica degli Dèi), antica arte tradizionale che include tutte le forme più caratteristiche giapponesi e considerato l'antecedente del Kabuki, dal quale si evolve. In questa occasione Yoshida lavora con il regista Massimo Pezzutti, con il quale nasce una sinergia speciale tra la musica italiana e l'opera giapponese in questione. Nello stesso anno Yoshida dirige anche l'orchestra presso il Teatro Carlo Felice di Genova. Il 2011 si caratterizza pure per un evento speciale che tocca da vicino il maestro Yoshida. Il pretesto per aggiungere una data fuori cartellone ai successi del calendario del Teatro Carlo Coccia di Novara, è il sostegno morale alle vittime dello tsunami avvenuto l'11/3/2011. In quest'occasione il mastro giapponese ricorda «Vorrei che anche da Novara rivolgeste un pensiero alle vittime dello tsunami dell'11 marzo nel mio Paese». Grazie al sostegno del sindaco e dell'assessore di Novara dirige il concerto nella Basilica di San Gaudenzio eseguendo il Requiem K 626 di Mozart e quello del compositore giapponese Tōru Takemitsu.
Nel 2012, il Teatro Vittorio Emanuele II di Messina chiama il maestro Yoshida a dirigere la Rondine di Puccini, richiamando l'attenzione sulla padronanza del maestro in materia pucciniana. Il regista qui è Stefano Vizioli. L'opera, eseguita raramente da maestri italiani, viene messa in scena per la prima volta al Teatro Vittorio Emanuele da un direttore giapponese.
Nel marzo 2013 Hirofumi Yoshida ha diretto il Rigoletto a Messina, presso il Teatro Vittorio Emanuele II, in occasione dei 200 anni dalla nascita di Giuseppe Verdi. A luglio dello stesso anno, in occasione dei 250 anni del Teatro Comunale di Bologna (TCBO), il maestro Yoshida ha diretto Il maestro di musica e Il Don Chisciotte (1746), due intermezzi del compositore bolognese Padre Martini. Pochi mesi dopo, in ottobre, il Maestro ha diretto la stessa produzione in occasione del Kyoto Opera Festival, rassegna che gode dell'appoggio del Governo giapponese e di cui il Maestro è Direttore Artistico. Una delle recite del Festival si tiene presso il tempio Kiyomizu di Kyoto, patrimonio mondiale dell'umanità, che ospita l'Opera per la prima volta nei suoi 1400 anni di storia.
Recentemente, nel 2014, Hirofumi Yoshida è stato nominato Direttore Artistico della Filarmonica del Teatro Comunale di Bologna (FTCB). Nel suo primo concerto da Direttore della FTCB, Hirofumi Yoshida dirige il concerto per violino di Brahms, con la violinista Baiba Skride, e la sinfonia n.41 Jupiter di Mozart.
Il maestro Yoshida fra gli altri riconoscimenti ricopre il ruolo di professore associato della Toho College of Music e del corso Master della stessa. Tra gli ultimi eventi a cui ha partecipato il maestro figura l'invito del Teatro Lirico di Cagliari per esibirsi al Parco della Musica in memoria della recente scomparsa del maestro Piero Bellugi. Qui Yoshida conduce con maestria La sonnambula di Bellini e l'orchestra disposta per l'occasione in ”concert style”.
Nel febbraio 2015 Hirofumi Yoshida dirige otto recite di Madama Butterfly al Teatro Comunale di Bologna. Tra maggio e giugno del 2015 Hirofumi Yoshida ha diretto il Don Pasquale a Trieste, presso il Teatro Verdi. A luglio dello stesso anno viene nominato Direttore Principale Ospite del Teatro Comunale di Bologna. A Settembre, in occasione del Kyoto Opera Festival 2015, il maestro dirige la Filarmonica del Teatro Comunale di Bologna per quattro recite di Pagliacci di Leoncavallo a Kyoto, a Tokyo, e presso il suggestivo Castello di Himeji.
Nel 2022, viene nominato direttore musicale della filarmonica del teatro comunale Pavarotti-Freni, a Modena.

## Repertorio[21]
- Il Giardino di Rose, 1697
- La Serva Padrona, 1733
- Il Maestro di Musica, 1746
- Il Don Chischiotte, 1746
- Le nozze di Figaro, 1786
- Don Giovanni, 1787
- Così fan tutte, 1790
- Il flauto Magico, 1791
- La sonnambula, 1831
- L’Elisir d’amore, 1832
- Don Pasquale, 1843
- Rigoletto, 1851
- La traviata, 1853
- Don carlo, 1867
- Aida, 1871
- The pirates of Penzance, 1879
- Edgar, 1989
- Cavalleria Rusticana, 1890
- Pagliacci, 1892
- Hänsel e Gretel, 1893
- La bohème, 1896
- Fedora, 1898
- Tosca, 1900
- Madama Butterfly, 1904
- La Rondine, 1917
- Suor Angelica, 1918
- Turandot, 1926
- Il racconto di Genji, 1999